# Gortina (Slovenië)
Gortina is een plaats in Slovenië en maakt deel uit van de gemeente Muta in de NUTS-3-regio Koroška. De plaats telde 620 inwoners op 1 januari 2020.